# مغامرة
المغامرة هي تجربة مثيرة وغير عادية يمر بها الشخص، وقد تكون أحياناً جريئة وخطرة مع نتائج غير مؤكدة، وعادة يكون الخطر جسدي مثل القفز بالمظلات أو تسلق الجبال أو المشاركة برياضات خطرة. أحيانا يشير المصطلح للخطر المعنوي أو النفسي مثل تعهدات الحياة الرئيسية كالزواج.
تجارب المغامرة تخلق الإثارة النفسية والفسيولوجية لدى المغامر وممكن أن تكون إيجابية (مثل الحماس) أو تكون سلبية (مثل الخوف)، وعادة تتسم المغامرات بالمخاطرة سواء كانت مخاطرة نفسية أو جسدية. رحلات المغامرة (السفر من أجل المغامرة) تكون عادة من أجل الترفيه والإثارة والتعلم، يتم استخدام المغامرة في الأدب والروايات والأفلام وألعاب الفيديو.

لعبة إسطورة زيلدا: أكرينا (أداة عزف) الزمن

## المغامرة في ألعاب الفيديو
ألعاب المغامرة هي ألعاب الفيديو التي يأخذ الاعب دور البطل في قصة تفاعلية يقودها الاستكشاف وحل الألغاز ومواجهة المخاطر، في اليابان تأخذ معظم ألعاب المغامرة في شكل روايات بصرية، التي تشكل ما يقارب 70% من الألعاب التي تصدر في اليابان.

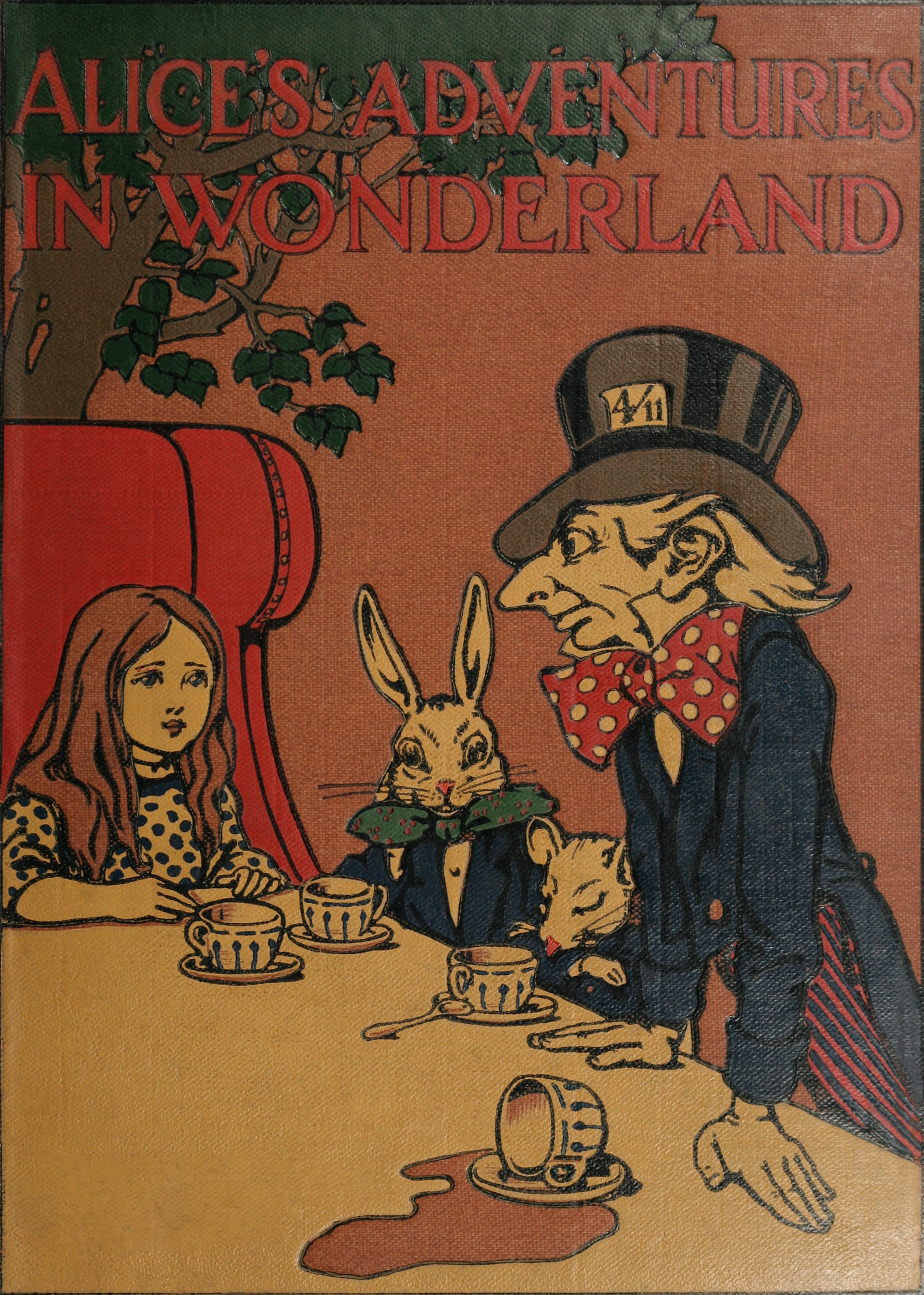
مغامرة أليس في بلاد العجائب

## المغامرة في الأدب
تحتوي العديد من الروايات والقصص عنصر المغامرة حيث يخاطر المغامر الذي يتخذ دور البطل بحياته في صراع قد يكون صراع نفسي أو صراع جسدي ضد شر مطلق، وتتميز الأساطير والروايات بهذا النوع بأن غرضها إيصال رسالة أو حكمة.